# 蘭格山

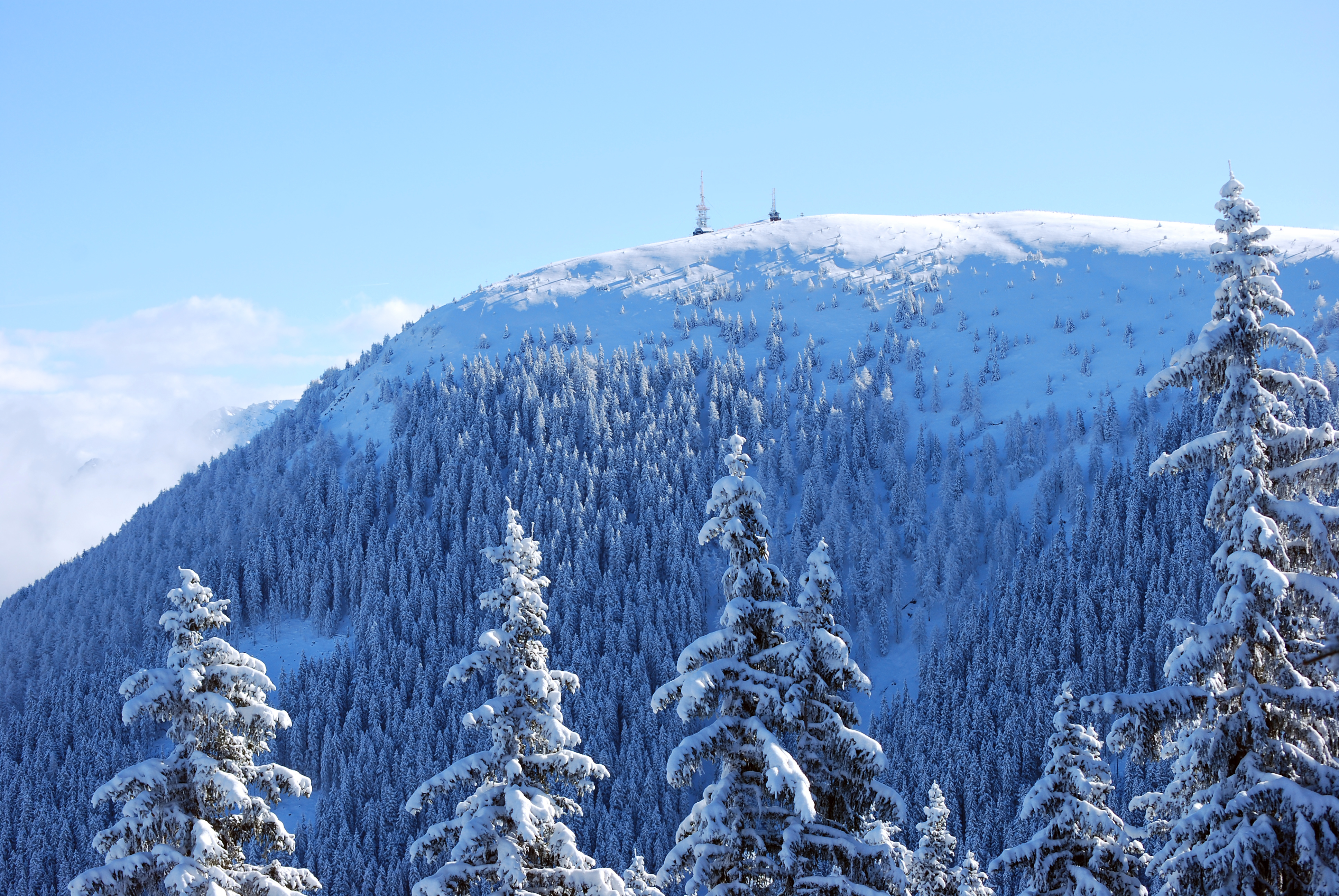

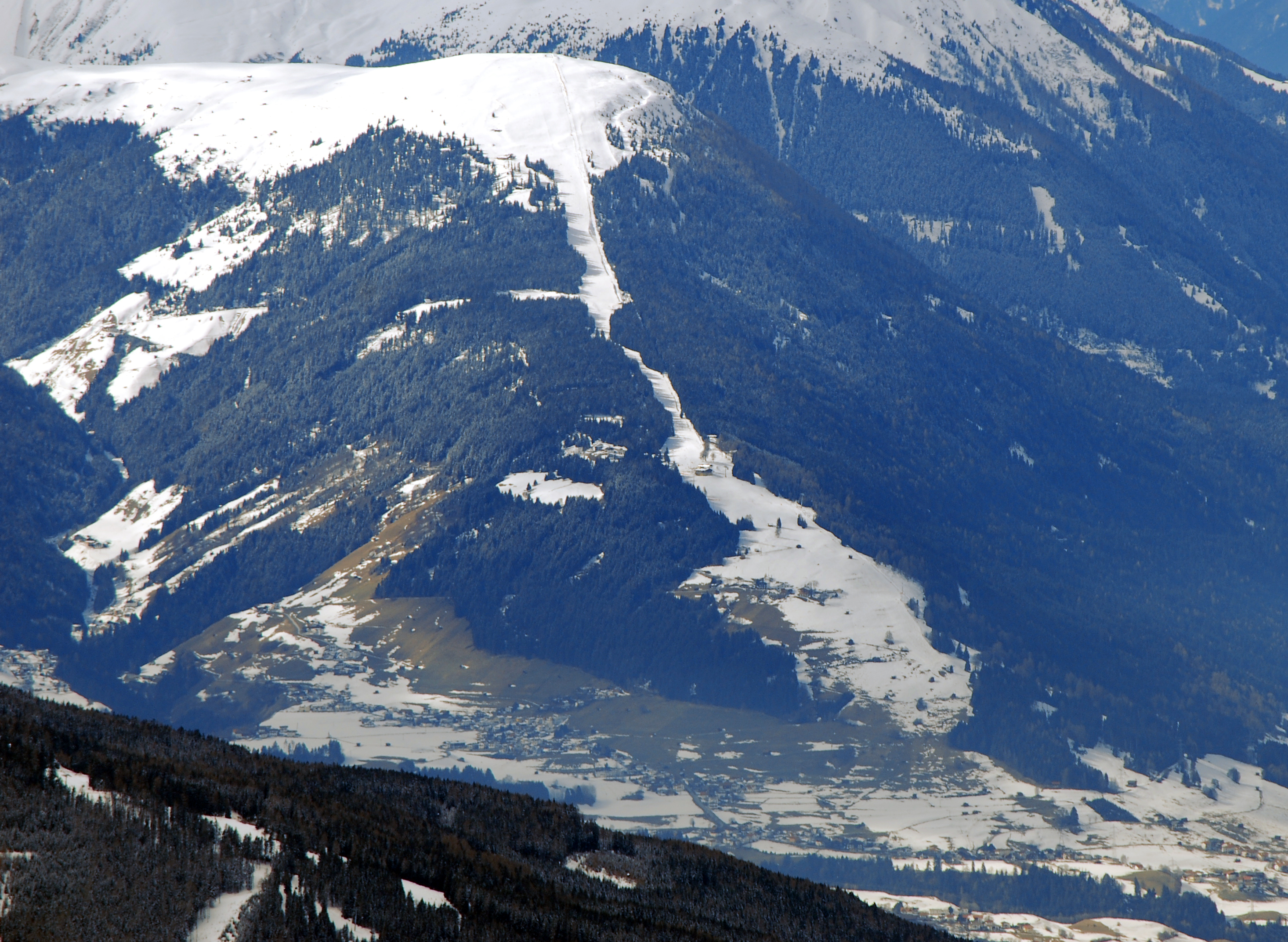

47°14′32″N 11°10′52″E / 47.24232°N 11.181075°E
蘭格山（德語：Rangger Köpfl），是奧地利的山峰，位於該國西部，由蒂羅爾州負責管轄，屬於斯圖拜阿爾卑斯山脈的一部分，距離羅斯科格爾山1.4公里，海拔高度1,939米，每年平均降雨量1,666毫米。